# 단자 (철학)

단자(單子) 또는 모나드(Monad)는 라이프니츠가 생각해 낸 공간을 설명하기 위한 개념이다. 그리스어 μονάς monas 모나스 (개, 단일), μόνος monos 모노스 (단일의 것)에 유래한다.

## 내용
라이프니츠는 현실에 존재하는 것을 그것을 구성해 있는 것으로 분석해 가면, 그 이상 분할할 수 없는, 연장을 가지지 않는 실체에 도달한다고 생각했다. 이것이 단자이다. 라이프니츠에 의하면, 단자는 구성된 것이 아니고, 부분을 가지지 않는, 엄밀하게 단순한 실체이지만, 그럼에도 불구하고 속성으로서 상태를 가진다. 속성을 가지지 않으면 모든 단자는 구별하지 못하고, 복수의 단자가 있다고는 말할 수 없게 되기 때문이다 (식별불가능자 동일성). 이 때, 혹루상태로부터 다른 상태에의 변화의 경향성을 욕구라고 한다.
이 '상태'는 다른 모든 단자 상태를 반영한다. 즉, 궁극적으로는 무수한 단자로부터, 그리고 단지 그것만으로부터 되는 현실 세계 전체의 상태 (라는 것은 모든 단자 상태)에 개별의 단자의 '상태'는 대응한다. 이것이 단자가 가지는 '표상·지각'능력이다 (단자는 거울이다). 그러나, 단자는 부분을 가지지 않는 엄밀하게 단순한 실체이기 때문에, 복합적인 것끼리가 관계하는 의미로 '관계'하지 못하고, 엄밀하게 서로 독립하고 있다 (단자에는 창이 없다).
따라서 이 표상 능력, 다른 단자 상태와의 대응은 단자의 정의로부터 불가능한 무렵의 외적인 '상호 관계'에 의하는 것이 아니고, 정확히, 미리 시각을 합한 두 개의 시계와 같은 의미로의, 신의 창조의 시점에서 예정·조정된 '조화'이다 (예정 조화). 단자 상태의 변화는 가능성으로서 그 단자 자신이 가지고 있는 것의 전개이며, 엄밀하게 그 단자의 선행 상태에만 유래한다.
이 표상 능력에는 그 대응의 정확함이나 명석에 따라, 명석·혼잡 등의 정도의 차이가 있다. 모든 다른 사물이나 세계 상태가 동등하게 지각·표상되는 것은 아니다. 대응하는 것을 명석에 반영하고 있지 않는 표상은, 그러나 지저분하게 어질러진 형태로 의식 상태에 영향을 준다. 이를 미소 표상이라고 하며, 후에 말하는 무의식의 개념에 가깝다. 예를 들어 자고 있을 때의 의식은 신체나 외계 상태에 애매하고 불명료에 대응하는 미소 표상에 의해서 구성되어 있다. 인간이나 동물의 정신이나 생명은 이 단자의 표상·지각의 능력에 의해서 설명된다. 반대로 말하면, 거기로부터, 모든 것에는 각각의 정도에 따라 정신이나 생명이 있다는 뜻도 된다.

### 상호 독립과 인과관계
일반적으로 단자학은 인과관계를 부정한 것으로 받아들여지는 것이 많다. 그러나, 라이프니츠가 '창이 없다'라는 말투로 주장하고 있는 것은 인과관계에 관한, 당시 지배적이었던 특정의 생각이다.
물건이 물건에 작용한다고 할 때, 하나가 있을 수 있는 모델, 묘상으로서는 작용하는 단자로부터 무엇인가가 나오고, 작용되는 단자 안에 들어온다는 구도를 생각할 수 있다. 예를 들어 통신의 모델로, 전달을, 메시지가 한편에서 나와 한편에 들어간다고 이해하듯이, 힘의 작용도, 누르는 단자로부터 '힘'이 나와 밀리는 단자에 '힘'이 들어오는 것으로, 밀리는 단자의 내부의 구성이 변화하는, 이것이 인과관계이다라는 모델이다.
이것에 대해서 라이프니츠는 복합적인 엉성한 물체의 경우는 매개물의 이동로 작용을 설명할 수 있는 경우도 있지만, 규명하면, 단자는 부분이나 구성요소를 가지지 않으니까, '밖으로부터 무엇인가가 안에 들어오는' 일은 있을 수 없고, 인과관계나 작용은 '외적인 대응하는 변화'이며, '내적인 무엇인가의 교환'으로서는 이해할 수 없다고 주장하고 있는 것이다.
따라서, 이 마지막으로, 라이프니츠의 주장은, 결코 기발하지는 않다.

## 속어로서의 '예정 조화'
현대의 일본에서는 '예정 조화'라는 속어가 '예측 대로의 사물이 일어나는 것'이라는 의미로 이용되고 있다. 특히 소설이나 만화 등의 이야기 (스토리)에서나 '이러한 상태가 되면, 다음은 이러한 사물이 일어난다'라는 이야기의 유형이 다수 존재하고 있기 때문에, 어느 상태가 되었을 때에 다음에 일어나는 사물을 예측할 수 있다. 그 예측대로 진행했을 때에, 이야기의 평가로서 '예정 조화'라는 말을 이용한다. '플래그'는 이야기에서의 '예정 조화'의 일종이다.

## 참고 문헌
- 라이프니츠 (1928). 《단자론》. 철학 고전 총서 5. 코노 요이치 역. 이와나미 서점.
- 라이프니츠 (1951년 9월 25일). 《단자론》. 이와나미 문고파랑 616-1. 코노 요이치 역. 이와나미 서점. ISBN 4-00-336161-X. 2013년 11월 1일에 원본 문서에서 보존된 문서. 2010년 12월 23일에 확인함.
- 라이프니츠 '모나드론' 마츠나가 모토키 역,《세계대사상 전집》 제2권. 춘추사. 1929.
- '모나돌로지 (철학의 원리)',《후기 철학》. 라이프니츠 저작집 제 9권. 1989년 6월. ISBN 4-87502-154-2.
- 라이프니츠 (2005년 1월). 《모나돌로지 형이상학 서술》. 중공쿠라식스. 시미즈 토미오·타케다 아츠시 츠카사·이이즈카 마사루구 역. 중앙공론 신사. ISBN 4-12-160074-6.

## 같이 보기
- 범심론
- 동일성
- 일원론
- 이원론